# Vitrinula chichijimana
Vitrinula chichijimana е изчезнал вид коремоного от семейство Ariophantidae.

## Разпространение
Този вид е бил ендемичен за Япония.